# Osiedle Wilga (powiat garwoliński)
Osiedle Wilga – osada w Polsce położona w województwie mazowieckim, w powiecie garwolińskim, w gminie Wilga.
W latach 1975–1998 miejscowość należała administracyjnie do województwa siedleckiego.

## Historia powstania Osiedla „Wilga nad Wisłą” (1927–1930)
Osiedle „Wilga nad Wisłą” powstało na terenie majątku ziemskiego Wilga, zakupionego w 1927 przez Marię Ludwikę i Stanisława Kostkę Rostworowskich od Jana E. S. Czerkiewicza za 60 tys. dolarów. Majątek liczył ponad 5000 ha, z czego około 2500 mórg stanowiły zubożone lasy. Pozostała część obejmowała zdewastowane stawy, budynki i grunty rolne. Majątek był zadłużony w Towarzystwie Kredytowo-Ziemskim, co zmusiło właścicieli do szukania alternatywnych źródeł dochodu. Zainspirowany rozwojem Otwocka, Rostworowski zaplanował parcelację części majątku na działki letniskowe. Walory lokalizacji obejmowały m.in. sosnowe lasy i dostęp do rzek Wisły i Wilgi, jednak problemem była słaba komunikacja ze stolicą. Plany wsparł teść Rostworowskiego, hr. Zygmunt Broel-Plater, członek zarządu Towarzystwa Eksploatacji Terenów w Warszawie S.A. Projekt osiedla opracował architekt Andrzej Boni. Zakładał on 2532 działki (głównie półmorgowe), a także rozbudowaną infrastrukturę rekreacyjną i komunikacyjną – dom zdrojowy, hotel, park, hale targowe, boiska, korty, kanał wodny łączący Wilgę z Wisłą, port rzeczny i planowaną elektrownię. Inwestycja uzyskała zgodę Wojewody Lubelskiego w 1929, a osiedlu nadano nazwę „Wilga nad Wisłą. Osiedle Klimatyczno-Wypoczynkowe”.

## Osiedle „Wilga nad Wisłą” – rozwój
Osiedle Klimatyczno-Wypoczynkowe „Wilga nad Wisłą” powstało pod koniec lat 20. XX wieku na gruntach majątku Wilga, należącego do Marii i Stanisława Kostki Rostworowskich. W czerwcu 1929 Towarzystwo Eksploatacji Terenów S.A. ogłosiło sprzedaż działek letniskowych w pobliżu ujścia Pilicy i Wilgi. Oferowano parcele półmorgowe w cenie 500 zł z możliwością spłaty w ratach. Duże zainteresowanie doprowadziło do tłumów pod warszawskim biurem sprzedaży, a interweniująca policja musiała zamknąć ulicę. W ciągu trzech dni sprzedano 1850 działek. Umowy zawierano z Rostworowskimi, a dokumenty przewidywały m.in. zakaz dzielenia działek przez 10 lat, ograniczenia w wycince drzew i wymóg budowy domów letniskowych w stylu willowym. Część działek nabyły organizacje, m.in. ZAiKS, Zrzeszenie Pracowników Umysłowych „Współpraca” i ZHP. Niektóre przekazano bezpłatnie instytucjom społecznym i religijnym.
Pierwsza zbiorowa wizyta właścicieli miała miejsce 16 czerwca 1929 – około 800 osób przypłynęło statkiem „Warneńczyk”. Po powitaniu przez Rostworowskiego doszło do zaprószenia ognia, który ugaszono przy wsparciu lokalnych służb. Wkrótce uruchomiono regularne kursy parostatków na trasie Warszawa–Wilga. Dalszy rozwój Osiedla objął projekt „Wilga nad Wisłą 2”, autorstwa Tadeusza Nowakowskiego, obejmujący 450 mórg. Łącznie Osiedle zajmowało ponad 1000 ha i zostało wpisane do ewidencji w 1930. Prace geodezyjne wykonał Stefan Hausbrandt, a w 1932 rozpoczęto zawieranie aktów notarialnych. Rozpoczęto budowę domów letniskowych, w tym 30 domków campingowych, dwóch willi i kasyna z przestronną salą, pokojami i tarasami. Kasyno pełniło funkcję centrum życia towarzyskiego – działał tam sklep, fryzjer, punkt medyczny oraz serwowano posiłki. Odbywały się dancingi, gry i czytelnia prasy. Uruchomiono połączenie łodzią motorową między Mniszewem a Osiedlem. Rozpoczęto kopanie kanału łączącego rzeki Wilgę i Wisłę, wykonywanego siłami mieszkańców. Przy jego ujściu zaplanowano budowę elektrowni wodnej. W 1932 Rostworowski zamienił majątek Wilga na nieruchomość w Warszawie, a w 1938 sprzedał pozostałe 140 działek Janowi Marii Józefowi Rostworowskiemu. W 1934 rozwiązano Zarząd Osiedla, a jego obowiązki przejęło Towarzystwo Przyjaciół Osiedla „Wilga nad Wisłą” z siedzibą w Warszawie. Towarzystwo zrealizowało szereg inwestycji, m.in. budowę 10 km drogi bitej, uruchomienie stacji meteorologicznej oraz straży leśnej. Rozpoczęto prace nad utworzeniem całorocznego domu wypoczynkowego i sanatorium klimatycznego. Na terenie należącym do Zrzeszenia „Współpraca” powstał ośrodek wypoczynkowy z budynkami murowanymi, w którym przebywało latem kilkadziesiąt osób. W 1937 wybudowano kaplicę pod wezwaniem Matki Boskiej Nieustającej Pomocy, którą erygowano dekretem biskupim w 1938. W czasie II wojny światowej Osiedle uniknęło większych zniszczeń. W części domków zamieszkali właściciele, natomiast Niemcy utworzyli przy kasynie obóz pracy dla Żydów. 27 lipca 1944 Osiedle zostało wyzwolone przez Armię Czerwoną. Tereny osiedla stały się bazą wojsk radzieckich i I Armii Wojska Polskiego. Zakładano transzeje, stanowiska ogniowe oraz szpitale polowe. Część poległych żołnierzy pochowano na terenie osiedla. Działania wojenne spowodowały zniszczenie zabudowy i drzewostanu.

## Osiedle Wilga w okresie PRL
Po 1944 władze komunistyczne przejęły część działek osiedla Wilga na podstawie dekretów o nacjonalizacji lasów oraz mieniu opuszczonym. W 1949 uchwałą GRN powołano Gminny Komitet Ochrony Osiedla (GKOO), który miał zarządzać mieniem i zgłaszać potrzeby Osiedla. Wezwano właścicieli do zgłaszania praw do działek przedwojennych, pod groźbą uznania ich za opuszczone. W latach 50. zrealizowano szereg inicjatyw: utworzono ośrodek zdrowia w przejętym budynku, zatrudniono gajowych, planowano budowę cegielni i wystąpiono do władz o poprawę komunikacji z Warszawą. Gmina Żydowska zaproponowała przekazanie budynku dawnego kasyna w zamian za wystawienie pomnika – projekt nie został zrealizowany. Budynek ten użytkowały następnie instytucje państwowe, m.in. Dom Książki oraz Krajowy Związek Spółdzielni Transportowo-Motoryzacyjnych. Od 1956 rozwijała się baza wypoczynkowa. Powstały ośrodki MSW, Politechniki Warszawskiej, a w 1960 zakończono budowę drogi z Warszawy do Wilgi. Gromadzka Rada Narodowa interweniowała, by planowana droga Piotrowice–Dęblin biegła przez Osiedle Wilga, co miało wspierać jego rozwój. W 1976 istniało już 20 ośrodków wypoczynkowych i 339 domków letniskowych. Sprzedaż działek prowadził Wydział Gospodarki Komunalnej w Garwolinie. Typowa działka o powierzchni 0,25 ha kosztowała ok. 10 000 zł. Wzrost zapotrzebowania w latach 70. doprowadził do wydania uchwały Rady Ministrów (1976) o zagospodarowaniu terenów wypoczynkowych. Osiedle stało się popularne wśród warszawiaków i znane jako „Płuca Warszawy”. Powstawały także działki rekreacyjne w sąsiednich wsiach (m.in. Skurcza, Żabieniec, Cyganówka). W obrocie dominował dolar amerykański. Rozwijała się agroturystyka. Wilga była odwiedzana przez tysiące letników, a ośrodki często posiadały własne kawiarnie i infrastrukturę sezonową. W 1976 powołano Zarząd Ośrodka Wypoczynkowo-Turystycznego w Wildze, który wykonywał m.in. usługi budowlane, porządkowe i leśne. W tym czasie duży wpływ na rozwój regionu miał Piotr Jaroszewicz, który zainicjował budowę ośrodka Rady Ministrów w pobliskiej Rudzie Tarnowskiej. Powstała również obwodnica łącząca Wilgę z Warszawą. W 1974 i 1978 odsłonięto pomniki upamiętniające walki I Armii WP. W 1983 parafia odzyskała kaplicę, która otrzymała wezwanie bł. Rafała Kalinowskiego. W latach 80. z powodu kryzysu gospodarczego i stanu wojennego rozwój Osiedla uległ zahamowaniu, choć trwała budowa domków letniskowych. Problemem stały się liczne włamania, które ograniczono dzięki firmom ochroniarskim. W 1992 funkcjonowały 24 ośrodki wypoczynkowe (4 całoroczne) z 2247 miejscami noclegowymi. Zarejestrowanych było 885 działek z maksymalną liczbą użytkowników szacowaną na ok. 3600 osób.

## Osiedle Wilga po 1989
Po transformacji ustrojowej rozpoczął się proces upadku ośrodków wypoczynkowych lub ich przekształcania. Część obiektów podzielono i sprzedano pracownikom, inne przekazano Skarbowi Państwa lub Gminie Wilga. Zlikwidowano około 20 ośrodków. Gmina Wilga przejęła majątek dawnego Zarządu Osiedla i utworzyła gospodarstwo pomocnicze. Powołano komisję ds. komunalizacji, która doprowadziła do przejęcia ponad 100 działek, głównie niezabudowanych i bez prawa zabudowy. 
W celu uregulowania statusu prawnego i urbanistycznego, Rada Gminy przyjęła 28 stycznia 1993 uchwałę o nowym planie zagospodarowania przestrzennego. Osiedle podzielono na strefy: wypoczynku zbiorowego, indywidualnego, leśną i infrastrukturalną. Ograniczono możliwość budowy nowych ośrodków, promując wypoczynek indywidualny. Dla nowych działek ustalono powierzchnię minimalną 24 ary i maksymalną zabudowę 4%. Zalecono budowę wodociągów i kanalizacji. Wodociąg zrealizowano w pierwszej dekadzie XXI w. przy Trakcie Słonecznym i ul. Lipowej. 31 sierpnia 2004 zmodernizowano ewidencję gruntów, zmieniając klasyfikację części terenów z budowlano-leśnych na inne tereny zabudowane (Bi) i lasy (Ls), co skutkowało spadkiem wpływów z podatków. W Osiedlu znajduje się obecnie ponad 1100 działek rekreacyjnych (z ok. 1550 w całej gminie). Na bazie dawnego ośrodka „Współpraca” powstał czterogwiazdkowy park rekreacyjno-biznesowy „Las Woda”. W dawnym ośrodku MSW mieścił się tajny ośrodek SKW, który po ujawnieniu przejął Skarb Państwa. Obiekt sprzedano w czwartym przetargu za 2650000 zł. W 2014 uhonorowano twórców Osiedla – hr. Stanisława Kostkę i Marię Ludwikę Rostworowskich – pomnikiem ufundowanym przez rodzinę Rostworowskich z Kanady, Fundację Ostoja nad Wisłą oraz Gminę Wilga. Odsłonięcia obelisku dokonano 2 maja podczas zjazdu rodu Rostworowskich i osób pieczętujących się herbem Nałęcz.